# Na tropie Marsupilami
Na tropie Marsupilami (fr. Sur la piste du Marsupilami) – francusko-belgijski film familijno-przygodowy z 2012 roku w reżyserii Alaina Chabata, powstały na podstawie komiksu André Franquina Marsupilami. 
Zdjęcia kręcono we Francji (Conflans-Sainte-Honorine w departamencie Yvelines; przepaść Padirac w departamencie Lot), Belgii (Brabancja Flamandzka) i Meksyku (Jalcomulco w stanie Veracruz).
Światowa premiera filmu miała miejsce 4 kwietnia 2012 roku. W Polsce premiera filmu odbyła się 28 września 2012 roku.

## Opis fabuły
Dziennikarz Dan Geraldo (Alain Chabat) dotychczas kręcił mrożące krew w żyłach reportaże w ogródku swojej głuchej ciotki. Teraz jednak dostaje od szefa polecenie przeprowadzenia wywiadu z wodzem plemienia Pajów, którzy żyją w egzotycznej Palombii. Geraldo dociera na obrzeża zamieszkiwanej przez nich dżungli. Ma przemierzyć ją z, uchodzącym za znawcę miejscowej kultury, Pablitem Camaronem (Jamel Debbouze), który głównie zajmuje się wyciąganiem pieniędzy od turystów. Od niego Dan dowiaduje się o mitycznym stworzeniu, Marsupilami. Chce je wytropić aby pokazać je swojemu szefowi.

## Obsada
- Jamel Debbouze jako Pablito Camaron
- Alain Chabat jako Dan Geraldo
- Fred Testot jako Hermoso
- Géraldine Nakache jako Pétunia
- Lambert Wilson jako Generał Pochero
- Patrick Timsit jako Caporal
- Liya Kebede jako Królowa Pajów
- The Great Khali jako Bolo
- Aïssa Maïga jako Clarisse Iris
- Jacques Weber jako ojciec Dana

## Wersja polska
Wersja polska: SDI Media Polska

Reżyseria: Wojciech Paszkowski

Dialogi: Tomasz Robaczewski

Montaż dialogów: Szymon Orfin

Kierownictwo produkcji: Beata Jankowska, Marcin Kopiec

W wersji polskiej udział wzięli:
- Wojciech Paszkowski – Dan Geraldo
- Cezary Pazura – Pablito Camaron
- Jarosław Boberek – Hermoso
- Radosław Pazura – Generał Pochero
- Katarzyna Zielińska – Petunia
- Agnieszka Kunikowska – Królowa Pajów
- The Great Khali – Bolo
- Aissa Maiga – Clarisse Iris
- Jade Nuckcheddy – Cassandra
- Elisabeth Duda – Céline Dion
- Zbigniew Konopka – Ojciec Dana
- Pascal Brodnicki – Mateo
- Jacek Król

i inni